# Embia tartara
Embia tartara is een insectensoort uit de familie Embiidae, die tot de orde webspinners (Embioptera) behoort. De soort komt voor in Centraal-Azië.
Embia tartara is voor het eerst wetenschappelijk beschreven door Saussure in 1896.